# Eleutherodactylus marnockii
Espèce
Synonymes
- Syrrhophus marnockii Cope, 1878

Statut de conservation UICN

 LC  : Préoccupation mineure
Eleutherodactylus marnockii est une espèce d'amphibiens de la famille des Eleutherodactylidae.

## Répartition
Cette espèce est endémique du Texas aux États-Unis. Elle se rencontre de 1 000 à 2 000 m d'altitude sur le plateau d'Edwards et le plateau Stockton ainsi que dans le comté de Presidio.

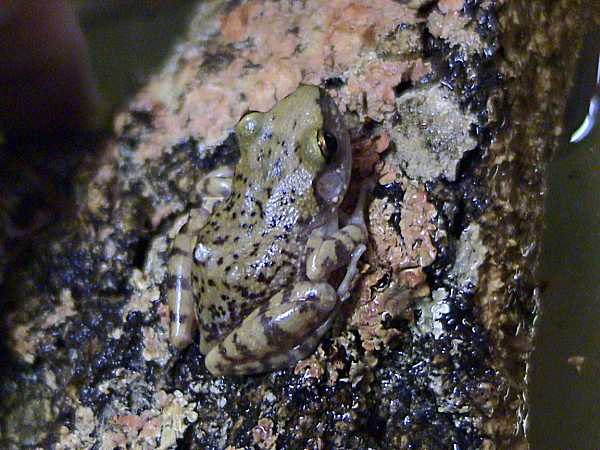
Eleutherodactylus marnockii

## Étymologie
Cette espèce est nommée en l'honneur de Gabriel Wilson Marnoch (1838-1920).

## Publication originale
- Cope, 1878 : A new genus of Cystignathidae from Texas. American Naturalist, vol. 12, p. 252-253 (texte intégral).